# Ochrotrichia tuscaloosa
Ochrotrichia tuscaloosa är en nattsländeart som beskrevs av Harris och Darcy B. Kelley 1984. Ochrotrichia tuscaloosa ingår i släktet Ochrotrichia och familjen smånattsländor. Inga underarter finns listade i Catalogue of Life.